# 中田凌多
中田 凌多（なかた りょうた、1999年〈平成11年〉2月17日 - ）は、日本の俳優。
群馬県出身。TRUSTAR所属。

## 人物・エピソード
- 趣味は、映画鑑賞、音楽鑑賞。
- 特技は、フルート、ダンス、剣道。
- 大学時代はダンスサークルに所属。剣道は、剣道二段保有。

## 来歴・経歴
2019年5月15日 - 株式会社キューブ、C.I.A.に加入。2021年3月 - 慶應義塾大学を卒業。
2023年1月7日 - 3月5日 ミュージカル『テニスの王子様』4thシーズン - 滝萩之介 役で出演。
2023年4月30日 - 株式会社キューブとの契約を終了し、フリーとなる。後にTRUSTAR所属。

## 出演

### 舞台
- イナズマイレブン アレスの天秤 THE STAGE〜疾風迅雷〜 - 水神矢成龍役　※新型コロナウィルス感染症拡大で全公演中止
- 舞台「パタリロ！」〜霧のロンドンエアポート〜 - タマネギ部隊 19号役
- 舞台「パタリロ！」〜ファントム〜 - 日替わりゲスト
- ミュージカル『テニスの王子様』4thシーズン（2023年1月7日-3月5日 / 2025年7月6日-8月31日〈予定〉） - 滝萩之介 役[1]
- 朗読劇「美男ペコパンと悪魔」 - 善人役（老人,大臣,フランス国王,奴隷女,天使,タレブ,鳥）
- 最果てリストランテ[2]
- 終遠のヴィルシュ -ErroR:salvation- Case. Scien Brofiise [3] - ヒューゴ役
- 舞台「DORON!」[4]

### テレビ
- 『姉ちゃんの恋人』 - バーの客役
- 『私の夫は冷凍庫に眠っている』 - 如月亮役 白洲迅のボディダブル
- 『もしも、イケメンだけの高校があったら』（2022年1月15日）中田陸役

### イベント
2019.8.26,27
C.I.A. presents「MISSION IN SUMMER 2019〜令和もよろしく C.I.A.的？ 夏の運動会〜」
※初お披露目イベント
2019.12.27-29
C.I.A. presents「SUPER LIVE 2019」
2020.01.13
C.I.A. presents「NEW YEAR EVENT 2020」
2020.01.26
twi20twiイベント 2020
ゲスト出演
2021.03.21
C.I.A. presents「超 春のファン祭り 2021」
2021.05.30
C.I.A. presents「超 Infinityイベント 2021」
2021.09.04
C.I.A. presents「超 MISSION IN SUMMER 2021～天下分け目の品川大合戦！統一するのは俺達だ！（仮）～」
2021.12.28,29
C.I.A. presents「超 SUPER LIVE 2021」
2022.01.22
C.I.A. presents 「NEW YEAR EVENT 2022」
2022.03.20
C.I.A. presents「第二章キックオフ記念 緊急記者会見イベント2022」
2023.04.09
C.I.A. presents「春のI(ラブ)争奪最終決戦」

### 配信
2020.08.29
C.I.A. presents「MISSION IN SUMMER 2020〜お前ら配信やれんのか!?真夏の挑戦(チャレンジ)祭〜」

### 書籍
2022.01.31
公式ムック本「BoyAge presents C.I.A.」
2023.03.03 
ジャンプSQ. 4月号